# 砚溪镇
砚溪镇，是中华人民共和国江西省吉安市峡江县下辖的一个乡镇级行政单位。

## 行政区划
砚溪镇下辖以下地区：
砚溪村、鹏溪村、虹桥村、觉溪村、因山村、金坊村、步溪村、坪头村、灼岭村和灼溪村。